# Krajský soud v Plzni
Krajský soud v Plzni je krajský soud se sídlem v Plzni. Soud se nachází v historické budově na Veleslavínově ulici v místech bývalého dominikánského kláštera, v jeho sousedství sídlí Krajské státní zastupitelství v Plzni. Obvod jeho působnosti odpovídá celému bývalému územnímu Západočeskému kraji, tedy samosprávným krajům Plzeňskému i Karlovarskému. Rozhoduje především o odvoláních proti rozhodnutím okresních soudů ve svém obvodu, v některých případech (nejzávažnější trestné činy, insolvenční řízení, spory ve věcech obchodních korporací, hospodářské soutěže, duševního vlastnictví apod.) rozhoduje sám jako soud prvního stupně, o odvoláních pak rozhoduje Vrchní soud v Praze. Vykonává také agendu správního soudnictví.

## Soudní obvod
Do obvodu Krajského soudu v Plzni patří obvody těchto okresních soudů:
- Okresní soud v Domažlicích
- Okresní soud v Chebu
- Okresní soud v Karlových Varech
- Okresní soud v Klatovech
- Okresní soud Plzeň-jih
- Okresní soud Plzeň-město
- Okresní soud Plzeň-sever
- Okresní soud v Rokycanech
- Okresní soud v Sokolově
- Okresní soud v Tachově

## Historie

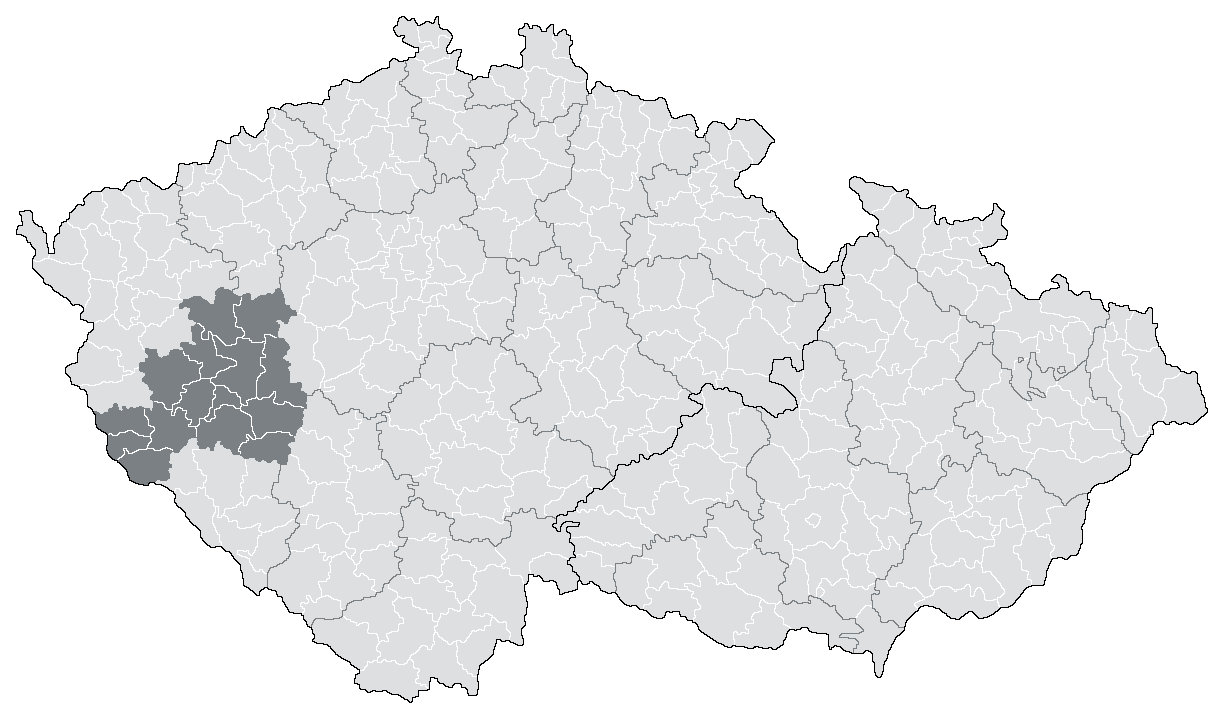
Obvod Krajského soudu v Plzni k roku 1930

Krajský soud v Plzni vznikl dne 1. července 1850 s obvodem osmnácti okresních soudů, a to v souvislosti s reformou justice, kdy zanikly patrimoniální, městské a jiné soudy a kdy byla soudnictví dána tvář, která přetrvala až do 21. století. Založen byl ještě jako zemský soud (Landesgericht), od 1855 se ale nazývá krajským soudem (Kreisgericht), protože zemskými byly nazývány již jen krajské soudy v hlavních městech jednotlivých zemí.
Jeho obvod byl tehdy menší, zahrnoval pouze okresní soudy v Plzni, Blovicích, Dobřanech, Domažlicích, Horšovském Týně, Hostouni, Kralovicích, Manětíně, Městě Touškov, Nepomuku, Poběžovicích, Přešticích, Rokycanech, Stodu a Stříbře. Po vzniku Československé republiky byl navíc z části tohoto obvodu vytvořen Krajský soud v Klatovech, který zanikl až roku 1949. Po roce 1960 pak byl připojen obvod zrušeného Krajského soudu v Karlových Varech (a tím i obvod dřívějšího Krajského soudu v Chebu), čímž byla územní působnost plzeňského krajského soudu dotvořena.
Od roku 2002 je v souvislosti s vytvořením nových samosprávných krajů zákonem o soudech a soudcích předpokládána i pobočka krajského soudu v Karlových Varech, ta však doposud zřízena nebyla (v budově karlovarského okresního soudu funguje pro krajský soud pouze podatelna a infocentrum). Naopak Karlovarský kraj koncem roku 2021 navrhl, aby z kapacitních a finančních důvodů byla pobočka zřízena v Chebu, v budově tamního okresního soudu.

### Budova
Na samém začátku měl jen 29 zaměstnanců a sídlil v prvním a druhém poschodí plzeňské radnice, správa města sídlila v přízemí. Agenda obou institucí se ale začala rozšiřovat, takže brzy vyvstal kapacitní problém, který byl na základě žádosti prezidia krajského soudu vyřešen až roku 1892, kdy prezidium Vrchního zemského soudu v Praze rozhodlo o stavbě samostatné justiční budovy. Z více variant bylo vybráno místo na severozápadě historické Plzně, ohraničené ulicemi Sedláčkovou, Veleslavínovou, Dominikánskou a Otakarovými sady (sady 5. května), kde se nacházel původní dominikánský klášter (zvaný též Černý), sloužící tehdy jako vojenská nemocnice, a špitál sv. Maří Magdalény s kaplí sv. Václava. Zároveň šlo o jediné místo, kde se dochovala část původního městského opevnění, včetně polokruhové bašty. 23. dubna 1900 byl slavnostně položen základní kámen a už roku 1902 plzeňská stavební společnost Müller a Kapsa předala celý areál krajskému soudu do užívání, který zde zahájil svůj provoz dne 10. listopadu 1902. Názory na střízlivě kasárenský justiční palác byly rozdílné, část plzeňských osobností ho vzhledem k zásahu do historického města nepřivítala s nadšením, tehdejší architekti si ho ale pochvalovali jako „hodnotný článek určitého stavebního a hospodářskoprávního stupně vývoje města Plzně“.
Po půlstoletí nerušeného užívání budovy se opět začaly objevovat problémy s nedostatkem místa. Roku 1955 zrušilo ministerstvo vnitra věznici, umístěnou v zadní části areálu, a vězně přesunulo do věznice Bory, přesto to ale nestačilo. K roku 1969 zde již sídlil nejen krajský soud, ale i Okresní soud Plzeň-město, Okresní soud Plzeň-sever, krajská a městská prokuratura a státní notářství pro Plzeň-jih, Plzeň-sever i Plzeň-město. Až roku 1989 se krajská prokuratura odstěhovala do sousedství ve Veleslavínově ulici č. 38, roku 1994 se Okresní soud Plzeň-sever nastěhoval do budovy po bývalé vojenské prokuratuře v ulici E. Beneše (po roce 2008 se do tohoto areálu přesunul ze svého původního sídla v Kamenické ulici, které bylo v zátopovém území a v roce 2002 bylo vyplaveno, i Okresní soud Plzeň-jih) a postupně odešly také další justiční instituce. Jako poslední se po adaptaci bývalé školní budovy „Nad Hamburkem“ roku 2001 přemístil Okresní soud Plzeň-město a naopak se zpět přistěhovaly do té doby na jiných místech dislokovaná pracoviště krajského soudu. Severní část komplexu ovšem i tak využívala městská policie. Obě části jsou od roku 1999 chráněny jako nemovitá kulturní památka.

### Prezidenti a předsedové
- 1850–1854: Franz Jelinek
- 1854: Matyáš Kalina z Jäthensteinu
- 1855–1860: Johann Hlawaczek
- 1861–1868: Stanislaus Krátký
- 1869–1874: Theodor Rislanek, Wenzl Urban
- 1874–1876: Ignaz Stummer
- 1876–1879: Erwin Plitzner
- 1879–1892: Heinrich Kutschera
- 1892: Johann Kern
- 1892–1897: Wenzl von Janatsch
- 1897–1900: Johann Šindelář
- 1900–1907: Wenzl Boček
- 1907: Karel Tausch
- 1907–1908: Karel Wohlmann, František Žák
- 1909–1914: Johann Böhm
- 1914–1919: Johann Albrecht
- 1919–1928: Stanislav Jandečka
- 1928–1935: Julius Wotawa
- 1935: Oldřich Kubelka
- 1936–1939: Josef Čermák
- 1939–1942: Antonín Růžek
- 1942–1947: Jan Vaněk
- 1948–1949: Antonín Hruška
- 1949–1950: Stanislav Výborný
- 1950–1952: Karel Karg
- 1953: Antonín Hruška
- 1953–1981: Adam Pittner
- 1981–1989: Jindřich Josef
- 1990: Miloslav Ungr
- 1990–1999: Jiří Šilhavý
- 1999–2013: Zdeněk Jaroš
- 2013–2020: Miloslav Sedláček
- 2020–2022: Alexandr Krysl
- od 2022: Věra Oravcová

Jména jsou uvedena bez akademických titulů, řádů a vyznamenání.